# ديريك طومسون
ديريك طومسون (بالإنجليزية: Derek Thompson)‏ هو صحفي أمريكي، ولد في 18 مايو 1986.